# Lijst van rijksmonumenten in Balk
De plaats Balk telt 33 inschrijvingen in het rijksmonumentenregister. Hieronder een overzicht. 
Voor een overzicht van alle beschikbare afbeeldingen zie de categorie Rijksmonumenten in Balk op Wikimedia Commons.
| Object | Oorspronkelijke functie?  | Bouwjaar                                                                   | Architect                | Locatie                                             | Coördinaten?                  | Nr.?   | Afbeelding |
| --- | ------------------------- | -------------------------------------------------------------------------- | ------------------------ | --------------------------------------------------- | ----------------------------- | ------ | --- |
| Raadhuis van Balk | Bestuursgebouw en onderdl | 1615 1836 (voorgevel) 1793 (dakruiter) 1912 (rest.) 1974 (rest. dakruiter) |                          | Dubbelstraat 2                                      | 52° 53' 56" NB, 5° 34' 58" OL | 15895  | Meer afbeeldingen                                                                                               |
| Hoekpand onder zadeldak tegen topgevel bekroond door gebeeldhouwd dekstuk met aanzetkrullen                                             | Woonhuis                  | 1850                                                                       |                          | Gaaikemastraat 1                                    | 52° 53' 49" NB, 5° 34' 41" OL | 15896  | Meer afbeeldingen                                                                                               |
| Laag pandje onder zadeldak tegen topgevel met gedichte ronde lichtopeningen                                                             | Woonhuis                  |                                                                            |                          | Gaaikemastraat 2                                    | 52° 53' 49" NB, 5° 34' 41" OL | 15897  | Meer afbeeldingen                                                                                               |
| Pand met zesruitsvensters onder zadeldak met voorschild waarboven topschoorsteen met bord en drielichtsdakkapel                         | Werk-woonhuis             |                                                                            |                          | Lytse Side 7                                        | 52° 53' 57" NB, 5° 35' 2" OL  | 15898  | Pand met zesruitsvensters onder zadeldak met voorschild waarboven topschoorsteen met bord en drielichtsdakkapel |
| Pand met omlijste ingang, zesruitsvensters, sierankers en forse kroonlijst onder zadeldak met voorschild tegen achterpuntgevel          | Woonhuis                  | 16e of vroege 17e eeuw (kern) 19e eeuw (gevel)                             |                          | Meerweg 2                                           | 52° 53' 57" NB, 5° 34' 58" OL | 15899  | Meer afbeeldingen                                                                                               |
| Pand onder zadeldak tussen topgevels met opkamer boven kelder in het midden van het huis                                                | Woonhuis                  | 18e eeuw (kern) late 19e eeuw (gevel)                                      |                          | Meerweg 3                                           | 52° 53' 58" NB, 5° 34' 58" OL | 15900  | Meer afbeeldingen                                                                                               |
| De Zwaan | Woonhuis                  | 18e eeuw (gevel)                                                           |                          | Meerweg 4                                           | 52° 53' 58" NB, 5° 34' 59" OL | 15901  | Meer afbeeldingen                                                                                               |
| Pand zonder verdieping met geblokte kroonlijst onder zadeldak met voorschild waarboven topschoorsteen met bord en dakkapel              | Woonhuis                  | late 18e eeuw                                                              |                          | Meerweg 5                                           | 52° 53' 58" NB, 5° 34' 59" OL | 15902  | Meer afbeeldingen                                                                                               |
| Eenvoudig pand onder zadeldak met voorschild waarboven topschoorstenen met bord                                                         | Werk-woonhuis             |                                                                            |                          | Meerweg 6                                           | 52° 53' 58" NB, 5° 34' 59" OL | 15903  | Meer afbeeldingen                                                                                               |
| Pand onder zadeldak tegen gepleisterde trapgevel met toppilasters, sier- en jaartalankers                                               | Woonhuis                  | 1706                                                                       |                          | Meerweg 9                                           | 52° 53' 58" NB, 5° 35' 1" OL  | 15904  | Meer afbeeldingen                                                                                               |
| Pand onder zadeldak tegen puntgevel met topschoorsteen waarop bord                                                                      | Woonhuis                  |                                                                            |                          | Meerweg 10                                          | 52° 53' 59" NB, 5° 35' 1" OL  | 15905  | Meer afbeeldingen                                                                                               |
| Vijf traveeën breed woonhuis zonder verdieping onder schilddak met dakkapel en hoekschoorstenen met versierde borden                    | Woonhuis                  | ca. 1870-1879                                                              |                          | Raadhuisstraat 2                                    | 52° 53' 56" NB, 5° 34' 58" OL | 15906  | Meer afbeeldingen                                                                                               |
| Pandje onder zadeldak tegen puntgevel met negenruitsvenster in de top                                                                   | Woonhuis                  |                                                                            |                          | Raadhuisstraat 4                                    | 52° 53' 55" NB, 5° 34' 57" OL | 15907  | Meer afbeeldingen                                                                                               |
| Pand onder zadeldak tegen rijk met beeldhouwwerk versierde klokgevel met bewerkte lijsten                                               | Woonhuis                  | oorspr. 18e eeuw (gevel) 1875 (vernieuwing gevel)                          |                          | Raadhuisstraat 6                                    | 52° 53' 55" NB, 5° 34' 57" OL | 15908  | Meer afbeeldingen                                                                                               |
| Pand met omlijste ingang, twee zesruitsvensters en versierde kroonlijst onder zadeldak met voorschild waarboven topschoorsteen met bord | Woonhuis                  | late 18e eeuw                                                              |                          | Raadhuisstraat 9                                    | 52° 53' 54" NB, 5° 34' 56" OL | 15909  | Meer afbeeldingen                                                                                               |
| Laag pand onder zadeldak met voorschild waarboven topschoorsteen met bord                                                               | Woonhuis                  | late 18e eeuw                                                              |                          | Raadhuisstraat 10                                   | 52° 53' 54" NB, 5° 34' 56" OL | 15910  | Meer afbeeldingen                                                                                               |
| Pand met zolderverdieping en zesruitsvensters onder zadeldak tegen klokgevel met aanzetkrullen en beeldhouwwerk                         | Woonhuis                  | 1793 (delen ouder) 1974-'75 (rest.)                                        | Th.G. Verlaan (1974-'75) | Raadhuisstraat 11                                   | 52° 53' 54" NB, 5° 34' 56" OL | 15911  | Meer afbeeldingen                                                                                               |
| Pand onder zadeldak tegen puntgevel met vlechtingen                                                                                     | Woonhuis                  |                                                                            |                          | Raadhuisstraat 22                                   | 52° 53' 53" NB, 5° 34' 53" OL | 15912  | Meer afbeeldingen                                                                                               |
| Pandje onder zadeldak tegen met toppilaster bekroonde topgevel met twee waterlijsten                                                    | Woonhuis                  | 17e eeuw                                                                   |                          | Raadhuisstraat 68                                   | 52° 53' 48" NB, 5° 34' 44" OL | 15913  | Meer afbeeldingen                                                                                               |
| It Breahûs. Hervormde kerk | Kerk en kerkonderdeel     | 1728                                                                       |                          | Van Swinderenstraat 6                               | 52° 53' 57" NB, 5° 34' 56" OL | 15914  | Meer afbeeldingen                                                                                               |
| Fors pand met verdieping en zolderverdieping onder zadeldak tegen gedrukte klokgevel met beeldhouwwerk in de top                        | Woonhuis                  | 1789 (gevel) 1974-'75 (rest.)                                              | Th.G. Verlaan (1974-'75) | Van Swinderenstraat 7                               | 52° 53' 56" NB, 5° 34' 56" OL | 15915  | Meer afbeeldingen                                                                                               |
| Pand met gevelsteen en jaartalankers onder zadeldak tegen puntgevel met topschoorsteen waarop bord                                      | Woonhuis                  | 1633                                                                       |                          | Van Swinderenstraat 8                               | 52° 53' 56" NB, 5° 34' 56" OL | 15916  | Meer afbeeldingen                                                                                               |
| Pand onder zadeldak tegen puntgevel met topschoorsteen                                                                                  | Werk-woonhuis             |                                                                            |                          | Van Swinderenstraat 9                               | 52° 53' 56" NB, 5° 34' 55" OL | 15917  | Meer afbeeldingen                                                                                               |
| Pand onder zadeldak tegen klokgevel met gebeeldhouwde aanzetkrullen en kuifstuk                                                         | Werk-woonhuis             |                                                                            |                          | Van Swinderenstraat 10                              | 52° 53' 56" NB, 5° 34' 55" OL | 15918  | Meer afbeeldingen                                                                                               |
| Pand met verdieping, omlijste ingang en vijf zesruitsvensters onder zadeldak met voorschild en topschoorsteen                           | Woonhuis                  | vroege 19e eeuw                                                            |                          | Van Swinderenstraat 19                              | 52° 53' 55" NB, 5° 34' 52" OL | 15919  | Meer afbeeldingen                                                                                               |
| Pand met omlijste ingang en vensters met roeden onder zadeldak tegen klokgevel met gebeeldhouwde lijst en bekroning                     | Werk-woonhuis             | 1767                                                                       |                          | Van Swinderenstraat 29                              | 52° 53' 53" NB, 5° 34' 50" OL | 15920  | Meer afbeeldingen                                                                                               |
| Vier traveeën breed pand zonder verdieping onder schilddak met hoekschoorstenen en grote omlijste dakkapel met fronton                  | Woonhuis                  | late 18e eeuw                                                              |                          | Van Swinderenstraat 32                              | 52° 53' 53" NB, 5° 34' 49" OL | 15921  | Meer afbeeldingen                                                                                               |
| Pand onder zadeldak tegen gepleisterde trapgevel                                                                                        | Werk-woonhuis             |                                                                            |                          | Van Swinderenstraat 51                              | 52° 53' 51" NB, 5° 34' 46" OL | 15922  | Meer afbeeldingen                                                                                               |
| Sint-Ludgeruskerk | Kerk en kerkonderdeel     | 1882-'83                                                                   | A. Tepe                  | Raadhuisstraat 44                                   | 52° 53' 50" NB, 5° 34' 48" OL | 513656 | Meer afbeeldingen                                                                                               |
| Sint-Ludgeruskerk, pastorie | Kerkelijke dienstwoning   | 1903                                                                       |                          | Raadhuisstraat 42                                   | 52° 53' 51" NB, 5° 34' 48" OL | 513657 | Sint-Ludgeruskerk, pastorie                                                                                     |
| Teernstrabrug | Brug                      | 1916                                                                       |                          | bij Van Swinderenstraat 69 (Teernstra) over de Luts | 52° 53' 53" NB, 5° 34' 50" OL | 513660 | Meer afbeeldingen                                                                                               |
| Woonhuis in eclectische stijl | Woonhuis                  | ca. 1870-1879                                                              |                          | Van Swinderenstraat 12                              | 52° 53' 56" NB, 5° 34' 54" OL | 513661 | Meer afbeeldingen                                                                                               |
| Winkel-woonhuis in expressionistische stijl                                                                                             | Werk-woonhuis             | vroege 18e eeuw 1929 (gevel, deel kap)                                     |                          | Raadhuisstraat 24                                   | 52° 53' 53" NB, 5° 34' 52" OL | 513662 | Winkel-woonhuis in expressionistische stijl                                                                     |